# Ruisseau de Charbonnières
Le Charbonnière est un ruisseau qui coule en France, dans le département du Rhône. C'est un affluent de l'Yzeron.

## Géographie
Il a une longueur de 11,3km et traverse ou longe 6 communes : Lentilly, La Tour-de-Salvagny, Marcy, Charbonnières-les-Bains, Tassin-la-Demi-Lune et Francheville. 